# 마젠페이
마젠페이(중국어 간체자: 马剑飞, 정체자: 馬劍飛, 병음: Mǎ Jiànfēi, 한자음: 마검비, 1984년 7월 29일~)는 중화인민공화국의 펜싱 선수로 주 종목은 플뢰레이다. 

## 경력
광둥성 광저우시에서 태어났다. 어린 시절 학업 성적이 우수했으나 스포츠에 관심이 많아 부모의 반대에도 펜싱을 시작했다. 1997년에 광저우 웨이룬 스포츠 학교에 입학하여 전문적인 선수 훈련을 받았으며 2002년에 광둥성 펜싱단에 입단했다. 이듬해인 2003년에 중국 펜싱 국가대표 선수로 발탁되었다.
2012년 8월 영국 런던에서 열린 2012년 하계 올림픽에 참가하면서 선수 경력 첫 올림픽에 출전했다. 그는 남자 플뢰레 개인전과 단체전에 출전하였으며 개인전 8강에서는 대한민국의 최병철에게 13-15로 패하며 탈락하였고, 또한 단체전도 7위로 마감하였다.